# 布尔哈夫博物馆
布尔哈夫博物馆（荷蘭語：Museum Boerhaave）是一座位于荷兰莱顿的科学史与医学史博物馆。该博物馆得名于赫尔曼·布尔哈夫（1668年-1738年），一位荷兰植物学家，人文主义者，解剖学家，化学家和医生。该博物馆藏有自16世纪至20世纪的各科学分支的历史上的科学仪器，但主要是医学，物理学和天文学仪器。
它包括一座重建的传统式解剖学教室（anatomical theatre）。

## 馆史
该馆历史可以追溯到1907年，当时一个自然科学和医学史展在莱顿大学的学术楼中举办。该展览的展品来自全荷兰。该展览获得了巨大的成功，并立即引起了建立一个永久性科学史展览的呼声。
1928年，萊頓大學物理學家克罗姆林（C. A. Crommelin）以及動物學家范德克勞（C. J. van der Klaauw）见该大學存有不少古老的科学儀器，故在舊學术醫院（the old Academic Hospital）废弃的實驗室中成立“荷蘭歷史科學博物館”（Netherlands Historical Science Museum）。1931年，该博物馆对外开放。
1947年，荷蘭政府接管该館，将其更名為“國立荷兰自然科學史博物館”（Nederlandsch Historisch Natuurwetenschappelijk Museum），1976年又更名为“布尔哈夫博物館”。1984年，館方覓得現址，并于1988年遷入。

## 建筑

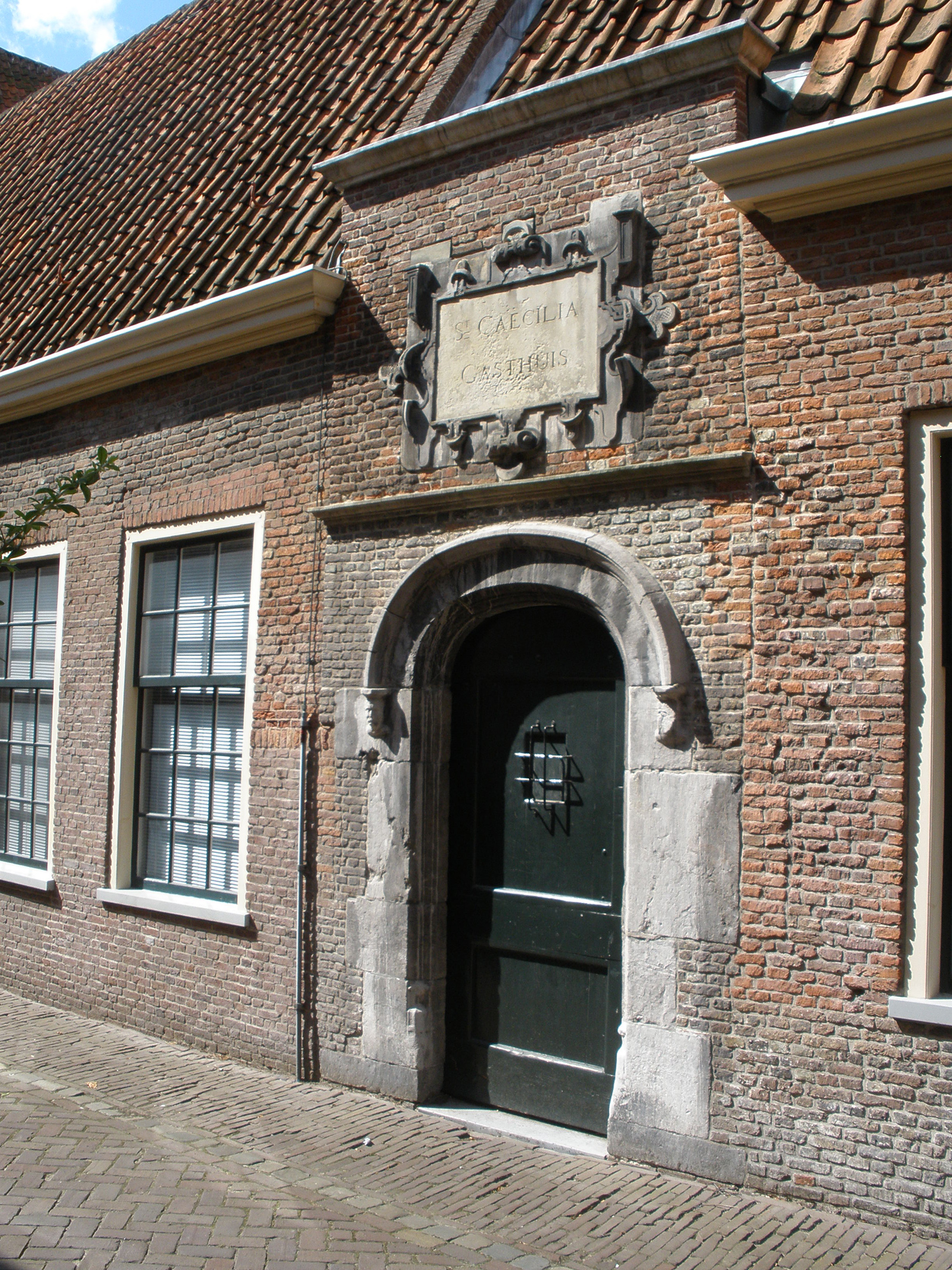
原圣则济利亚医院（St Caecilia Gasthuis）入口

该博物馆坐落于莱顿市中心的原圣则济利亚女修道院（英語：nunnery of St Caecilia）的圣则济利亚医院（荷蘭語：英語：）中。圣则济利亚女修道院创建于15世纪初，属罗马天主教会。宗教改革后，该女修道院成为市政财产。1600年前夕，该女修道院改为“黑死病医院和疯人院”（plaque hospital and madhouse）。1635年，它成为莱顿大学医院。赫尔曼·布尔哈夫正是于1720年在此向来自世界各地的学生讲授其著名的临床课。
在扩建后，该建筑于1991年被用作布尔哈夫博物馆馆址。

## 展厅
本馆现有24个室内展厅。
- 0  Museum Foyer  博物馆门厅
- 1  Het Leids Anatomisch Theater 莱顿解剖学教室
- 2  Naar de natuur getekend 来自生活
- 3  De Gouden eeuw 黄金时代
- 4  De Leidse universiteit. Boerhaave en ‘s Gravensande 莱顿大学。布尔哈夫和斯赫拉弗桑德
- 5  De Leidse universiteit. Linnaeus en Van Musschenbroek 莱顿大学。林奈和范·穆森布罗克
- 6  De wondere natuur 自然的奇迹
- 7  Verzamelen De gebroeders Albinus 阿尔比努斯兄弟（伯恩哈德·齐格弗里德·阿尔比努斯（Bernhard SIegfried Albinus）和弗雷德里克·伯恩哈德·阿尔比努斯（Frederik Bernhard Albinus））收藏
- 8  Verzamelen: Sebaldus Justinus Brugmans 收藏：泽巴尔德·尤斯蒂努斯·布鲁格曼
- 9  Verzamelen: De natuur in laden en kasten 收藏：抽屉和陈列柜中的自然
- 10  De verzameling medicijnen van Hendrik Bosch; Vlinderkast 亨德里克·德·伯什的药物收藏；蝴蝶陈列柜
- 11  Verzamelen: Theodoor Gerard van Lidth de Jeude 收藏：特奥多·格拉德·范·里兹·德·尤德
- 12  Verzamelen: pakhuizen voor de dierkunde 收藏：动物王国的宝库
- 13  Verzamelen: Petrus Koning 收藏：柏图斯·科宁
- 14  Tijdelijke tentoonstelling 临时展览
- 15  Tijdelijke tentoonstelling 临时展览
- 16  Electriciteit en licht 电和光
- 17  Zander-toestellen 詹德仪器
- 18  Specialisatie in de geneeskunde 医学的专门化
- 19  De anatomische wereld van dokter Auzoux 医生奧佐的解剖学世界
- 20  Scheikunde: Nederland eerste Nobelprijs 化学：荷兰的首个诺贝尔奖
- 21  Natuurkunde: fabrieken van de wetenschap 物理学：科学工厂
- 22  Geneeskunde: de mens als machine 医学：人乃机器
- 23  Sterrenkunde: de boekhouding van de hemel 天文学：经天
- 24  Microscopie: nieuwe wegen 显微镜：新途径

## 藏品拾英
该馆所存展品来自世界科学和医学史最重要阶段之一，即16世纪至20世纪。

### 16世纪
- 世界上最古老的植物标本馆。

### 17世纪
- 威廉·布劳的巨型象限仪。
- 列文虎克显微镜。
- 克里斯蒂安·惠更斯制作的最古老的摆钟，天象仪和望远镜。

### 18世纪
- 莱顿瓶模型。
- 教授威廉·雅各布·斯赫拉弗桑德（Willem Jacob 's Gravesande）和教授彼得·范·穆森布罗克（Pieter van Musschenbroek）特藏——科学示范实验室。

### 19世纪
- 路易斯·奧佐（Louis Auzoux）制作的72件人体模型。
- 古斯塔夫·詹德（Gustav Zander）（瑞典医生）制作的理疗器。

### 20世纪
- 海克·卡末林·昂內斯在莱顿首次液化氦气时所用的仪器。
- 万德·约翰尼斯·德·哈斯（一位莱顿物理学家）进行低温研究时使用的电磁铁仪器。
- 威廉·埃因托芬发明的心电图的原型。

## 图集

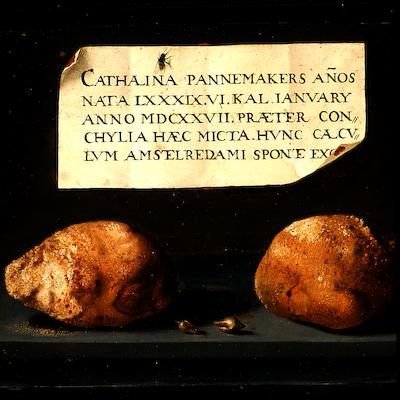
P02615: Bladder stones and cockleshells（P02615号展品：膀胱结石和海扇壳）
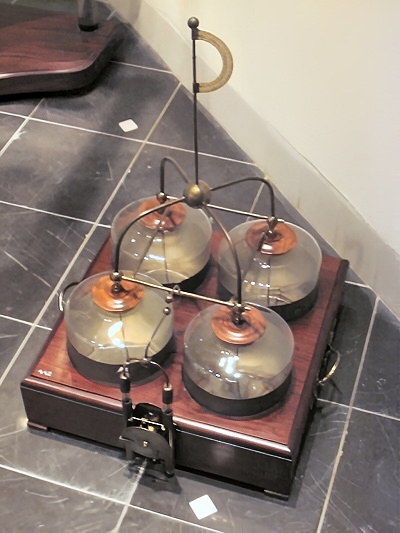
V09708: Battery of 4 leyden jars（V09708号展品：四莱顿瓶电池）
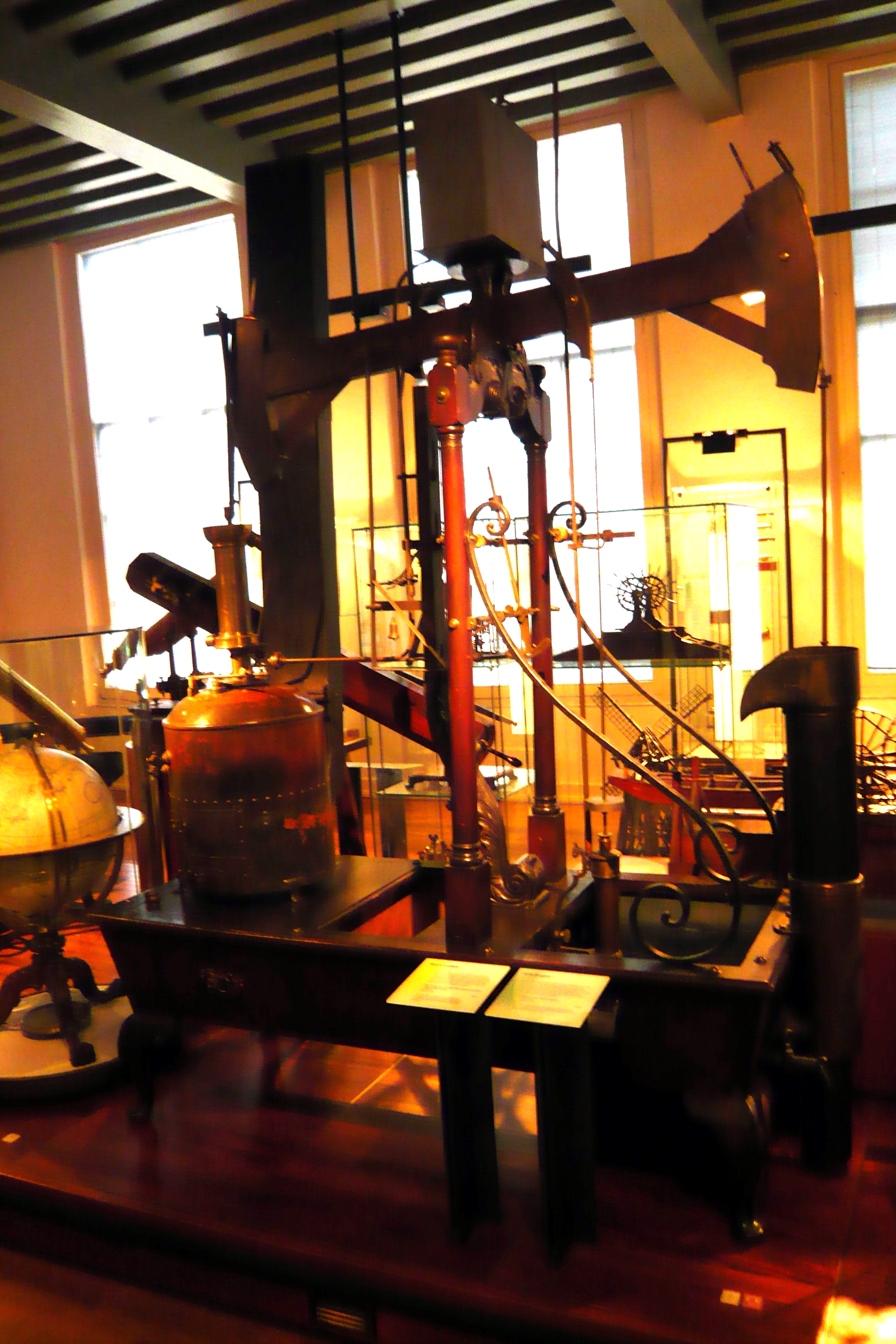
V09549: Steam pump（V09549号展品：蒸汽泵（扬·保尔（Jan Paauw）造））
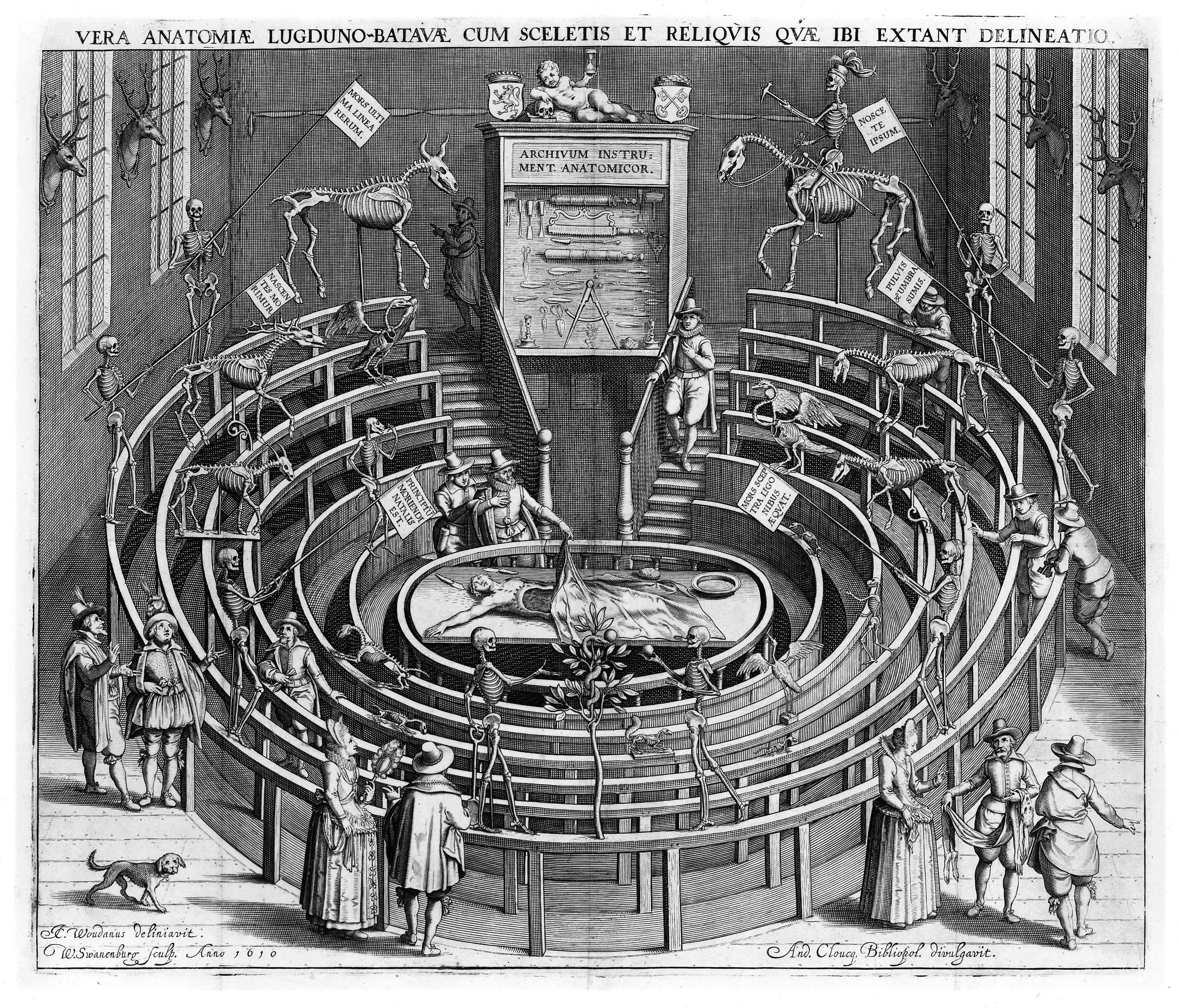
莱顿解剖学教室
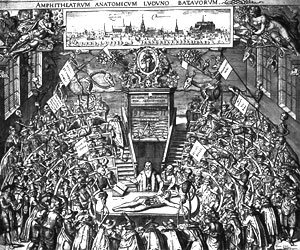
彼得·保尔（Pieter Pauw）在莱顿解剖学教室教学
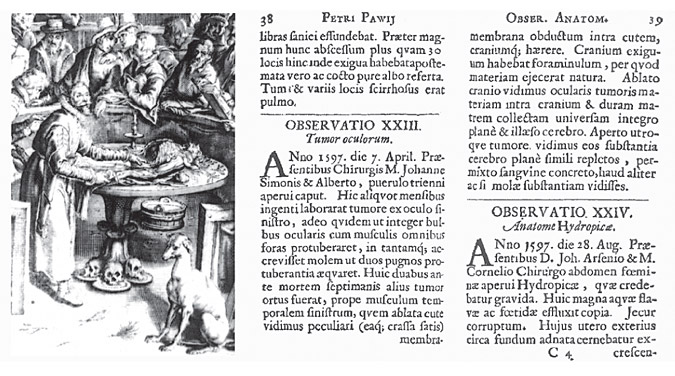
彼得·保尔（Pieter Pauw）的解剖课
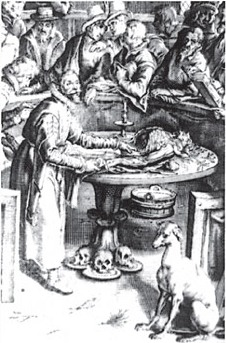
彼得·保尔（Pieter Pauw）的解剖课
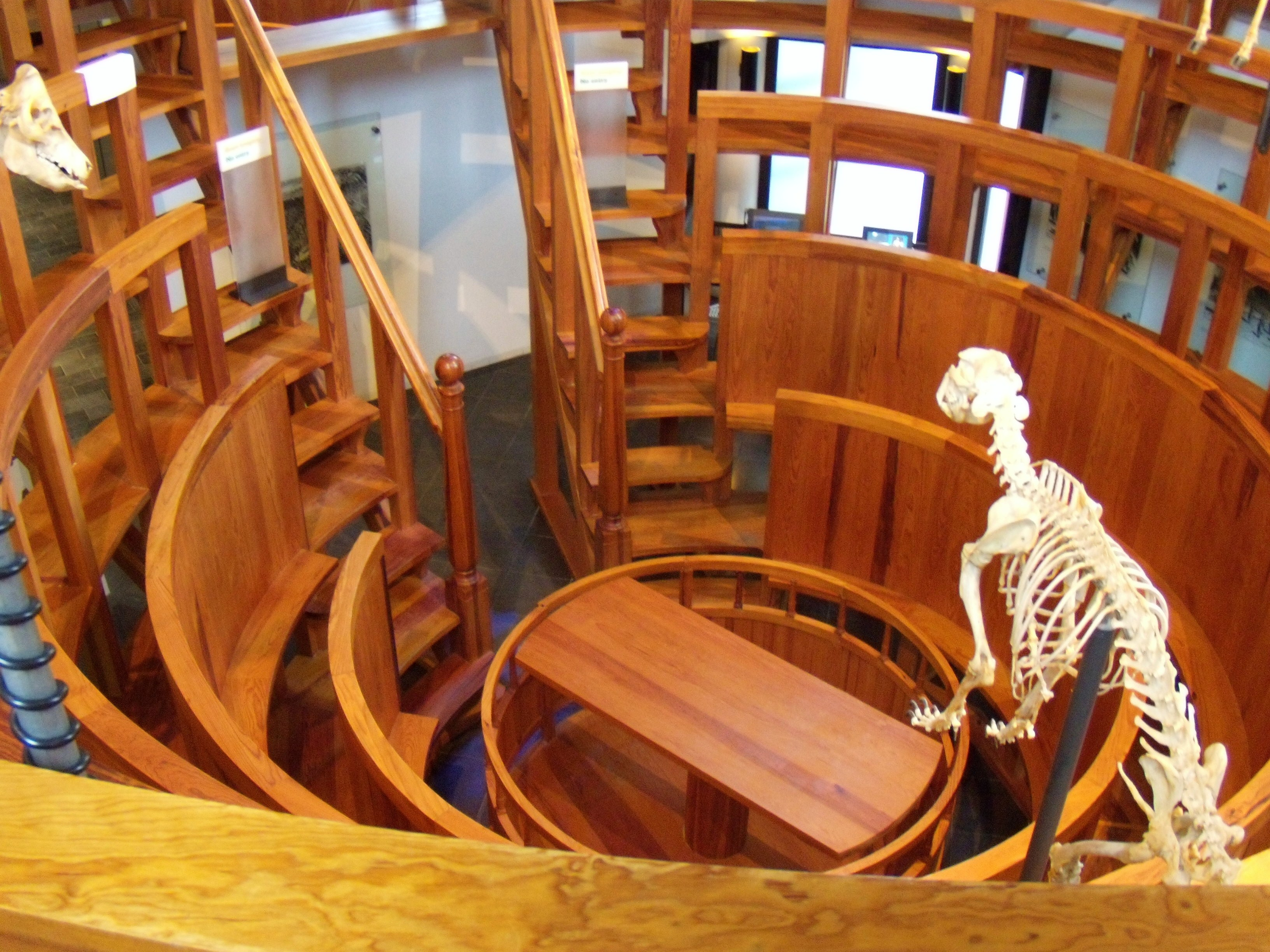
如今在布尔哈夫博物館重建的莱顿解剖学教室